# Oberwerschen

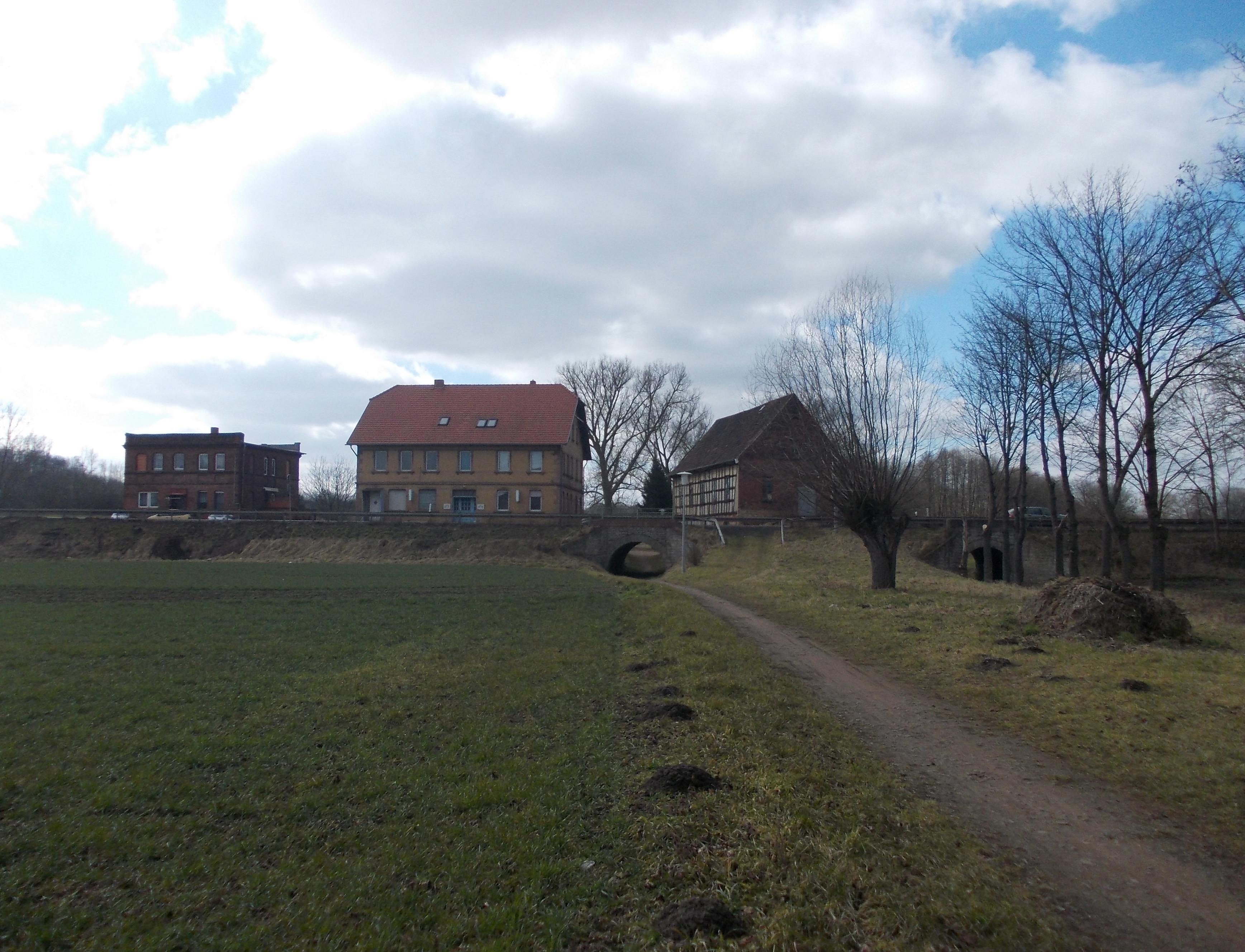
Ehemaliger Gasthof Zur Hoffnung an der B 91

Oberwerschen ist ein Ortsteil der Stadt Hohenmölsen im Burgenlandkreis in Sachsen-Anhalt. Er liegt 4 km südwestlich vom Kernbereich von Hohenmölsen. Die B 91 verläuft am westlichen Ortsrand.

## Söhne und Töchter
- Siegfried Köhler (* 1944), ehemaliger Volleyball-Trainer